# Éphémérisation
L'éphémérisation est une théorie économique, dont le nom a été inventé par R. Buckminster Fuller en 1938, stipulant que le progrès technologique amène à faire « de plus en plus avec de moins en moins jusqu'à ce que finalement on puisse tout faire avec rien », c'est-à-dire permet une augmentation accélérée de l'efficacité pour obtenir le même résultat ou plus (produits, services, informations, etc.) tout en nécessitant moins d'intrants (effort, temps, matériaux, ressources, etc.). La vision de Fuller était que l’éphémérisation, grâce au progrès technologique pourrait entraîner une augmentation constante du niveau de vie d’une population en croissante constante. Ce concept a été adopté par ceux qui s’opposent à la philosophie malthusienne. Fuller considérait l’éphémérisation comme une tendance inévitable du développement humain.
Fuller utilise la chaîne de montage automobile d'Henry Ford comme exemple de la manière dont l'éphémérisation peut continuellement conduire à de meilleurs produits à moindre coût, sans limite supérieure de productivité. Le développement des téléphones portables modernes, par rapport aux ordinateurs et téléphones plus anciens, est utilisé pour illustrer le concept d'éphémérisation au travers d'une augmentation d'efficacité (plus de fonctionnalités avec moins d'utilisation de ressources). 

## Critiques de la théorie
Cette théorie ne prend pas en compte l'effet rebond faisant que les économies d’énergie ou de ressources initialement prévues par l’utilisation d’une nouvelle technologie sont partiellement ou complètement compensées à la suite d'une adaptation du comportement de la société.
Selon Francis Heylighen  et Alvin Toffler , bien que l’éphémérisation puisse augmenter notre capacité à résoudre les problèmes physiques, elle peut aggraver les problèmes non physiques. Selon Heylighen et Toffler, la complexité croissante des systèmes et la surcharge d’informations rendent le contrôle des systèmes éphémères difficile et stresse, ce qui pourrait annuler les avantages de l’éphémérisation.

## References
1. ↑  (en) « Why the Periodic Table of Elements Is More Important Than Ever », Bloomberg.com,‎ 28 août 2019 (lire en ligne, consulté le 25 décembre 2022)
2. 1 2  Francis Heylighen, Globalization as evolutionary process: Modeling global change, London, Routledge, coll. « Rethinking Globalizations », 2007, 284–335 p. (ISBN 978-0-415-77361-4, lire en ligne), « Accelerating socio-technological evolution: from ephemeralization and stigmergy to the Global Brain »  (ISBN 978-1-135-97764-1).